# Podhale

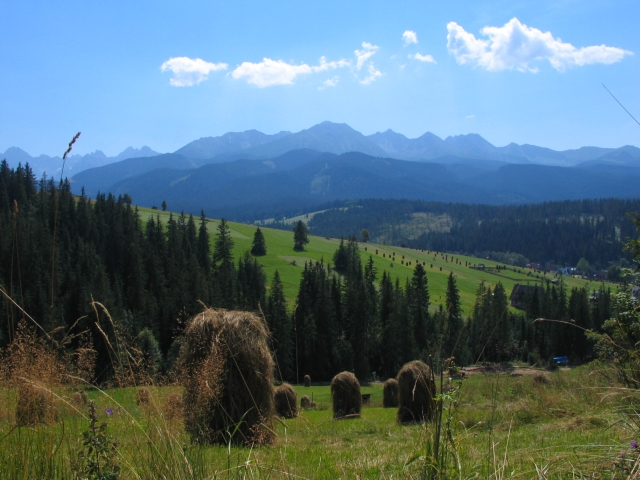
Podhale, widok z polany Tarasówka (Małe Ciche)

Podhale – region kulturowy góralski w południowej Polsce u północnego podnóża Tatr, w dorzeczu górnego Dunajca z wyłączeniem obszarów leżących na prawym brzegu Białki i prawym brzegu Dunajca, poniżej ujścia Białki. Stanowi część Małopolski.
Podhale zajmuje środkową część Kotliny Podhala, na południu wkracza w Tatry.
Nazwa Podhale upowszechniła się dopiero w XIX wieku i pochodzi od określenia „hale” – wysoko położone górskie pastwiska, z którymi utożsamiano wówczas Tatry. Oznacza tereny, położone u stóp masywu Tatr, czyli „pod halami”. Eugeniusz Janota, tłumacząc w 1860 r. w swym Przewodniku w wycieczkach na Babią Górę, do Tatr i Pienin pojęcie „hal” podawał, iż stąd ...wyżyna nowotarska przypierająca do Tatr nazywa się „Podhalem”, a zamieszkujący ją górale zowią się „Podhalanami”.

## Położenie

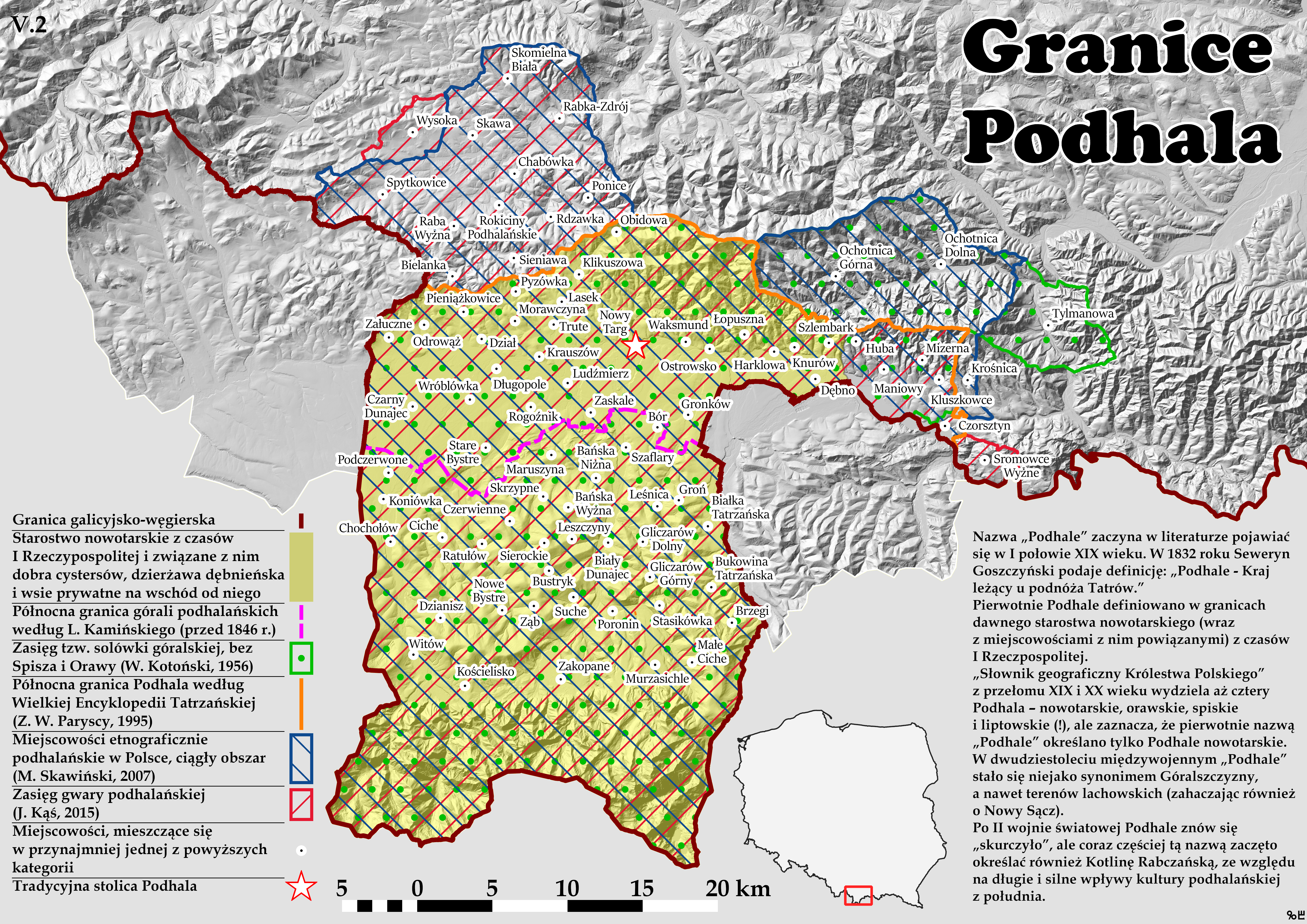
Mapa Podhala (różne kryteria)

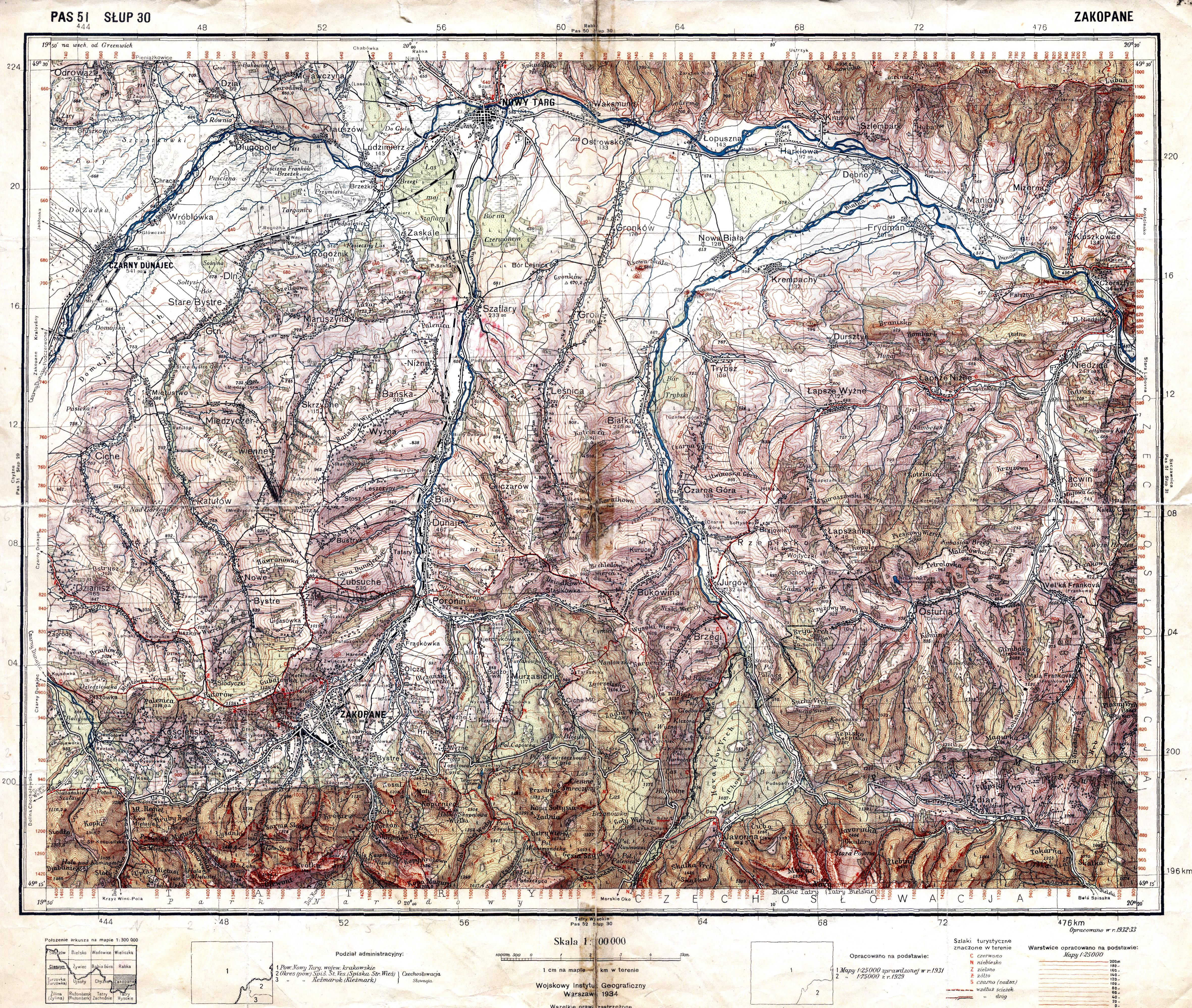
Podhale na przedwojennej mapie WIG

Północną granicę Podhala stanowią Gorce. W krajobrazie Podhala występują rozległe torfowiska i stożki napływowe.
Południową część Podhala nazywa się czasem „Skalnym Podhalem” – obejmuje ono obszar od Brzegów i Bukowiny po Zakopane, Kościelisko i Witów. Pozostałą część nazywa się „Niżnym Podhalem”.
Największe miejscowości: Nowy Targ (historyczna stolica Podhala), Czarny Dunajec, Ludźmierz, Zakopane, Biały Dunajec, Szaflary, Białka Tatrzańska, Bukowina Tatrzańska, Poronin, Chochołów, Witów, Gronków i inne.
Gminy Podhala:
- gmina Biały Dunajec;
- gmina Bukowina Tatrzańska;
- gmina Czarny Dunajec;
- gmina Czorsztyn;
- Jordanów (gmina wiejska);
- gmina Kościelisko;
- Nowy Targ;
- gmina Nowy Targ;
- gmina Poronin;
- gmina Raba Wyżna;
- Rabka-Zdrój[3];
- gmina Szaflary;
- gmina Spytkowice;
- Zakopane.

Zgodnie ze Wskazaniami Władysława Orkana, Podhalem określić można także Mszanę Dolną wraz z gminą oraz rodzinne strony poety - sąsiednią Gminę Niedźwiedź. Nomenklatura ta jednak jest współcześnie uważana za przestarzałą. Wyżej wspomniane okolice określane i promowane w ramach lokalnej marki są aktualnie jako Zagórzańskie Dziedziny.

## Kultura
Bogata kultura ludowa rozwinęła się wśród wolnej od dawna od powinności pańszczyźnianych ludności góralskiej. Podobnie jak w przypadku ludności kurpiowskiej i łowickiej, miało to związek z jej znaczną swobodą.

## Historia
Zapisy o początkach osadnictwa historycznego sięgają początku XIII w. Znany jest transumpt z 1251 przywileju księcia Henryka Brodatego z 1234, który zezwala Teodorowi Gryficie, wojewodzie krakowskiemu, osiedlać kolonistów niemieckich „in silva circa fluvios Ostrowsko, Dunaiecz et Dunaiecz niger, Rogoźnik, Lipietnicza, Słona, Ratainicha, Nedelsc, Stradoma, quantum est de sylva ipsius, dantes eciam sil his pactis et his condicionibus uti, quibus Theutonici Sleser ses in sylvis locati utuntur”, tj. książę zezwala, na osadzanie osadników niemieckich (teutońskich Ślązaków) w lasach położonych koło rzek Ostrowsko, Dunajec i Czarny Dunajec, Rogoźnik (prawostronny dopływ Czarnego Dunajca), Lepietnica (lewostronny dopływ Czarnego Dunajca) oraz Słona, Ratajnica, Niedzielsko i Stradomka na Beskidzie.
W XVII w. na Podhalu miał miejsce szereg buntów chłopskich: powstanie chłopskie na Podhalu (1630–1633), powstanie chłopskie pod wodzą Kostki-Napierskiego (1651), powstanie chłopskie na Podhalu (1669–1670).

## Słynne postacie z historii Podhala
- Jan Kanty Andrusikiewicz
- Klimek Bachleda
- Tytus Chałubiński
- Stanisław Dziwisz
- Andrzej Galica
- Seweryn Goszczyński
- Władysław Hasior
- Mieczysław Karłowicz
- Józef Leopold Kmietowicz
- Jan Krzeptowski (Sabała)
- Piotr Kułach
- Wojciech Kułach
- Józef Maciasz
- Kornel Makuszyński
- Stanisław Marusarz
- Helena Marusarzówna
- Władysław Orkan
- Jan Gwalbert Pawlikowski
- Kazimierz Przerwa-Tetmajer
- Antoni Rząsa
- Józef Stolarczyk
- Augustyn Suski
- Karol Szymanowski
- Józef Tischner
- Stanisław Witkiewicz
- Mariusz Zaruski
- Wacław Krzeptowski
- Kamil Stoch